# Nguyễn Công Phượng
Nguyễn Công Phượng (Đô Lương, 21 gennaio 1995) è un calciatore vietnamita, attaccante del Bình Phước e della nazionale vietnamita.

## Carriera

### Club
Gioca la stagione 2015 all'Hoàng Anh Gia Lai. Nel 2016 passa al Mito HollyHock. Nel 2017 torna all'Hoàng Anh Gia Lai.

### Nazionale
Debutta in nazionale l'8 ottobre 2015, in Vietnam-Iraq, valevole per le qualificazioni ai mondiali 2018. Segna la sua prima rete con la maglia della nazionale l'8 novembre 2016, nell'amichevole Vietnam-Indonesia.

## Statistiche

### Cronologia presenze e reti in nazionale
| Cronologia completa delle presenze e delle reti in nazionale ― Vietnam | Cronologia completa delle presenze e delle reti in nazionale ― Vietnam | Cronologia completa delle presenze e delle reti in nazionale ― Vietnam | Cronologia completa delle presenze e delle reti in nazionale ― Vietnam | Cronologia completa delle presenze e delle reti in nazionale ― Vietnam | Cronologia completa delle presenze e delle reti in nazionale ― Vietnam | Cronologia completa delle presenze e delle reti in nazionale ― Vietnam | Cronologia completa delle presenze e delle reti in nazionale ― Vietnam |
| Data                                                                   | Città                                                                  | In casa                                                                | Risultato                                                              | Ospiti                                                                 | Competizione                                                           | Reti                                                                   | Note                                                                   |
| ---------------------------------------------------------------------- | ---------------------------------------------------------------------- | ---------------------------------------------------------------------- | ---------------------------------------------------------------------- | ---------------------------------------------------------------------- | ---------------------------------------------------------------------- | ---------------------------------------------------------------------- | ---------------------------------------------------------------------- |
| 05-09-2017                                                             | Phnom Penh                                                             | Cambogia                                                               | 1 – 2                                                                  | Vietnam                                                                | Qual. Coppa d'Asia 2019                                                | -                                                                      | 66’                                                                    |
| 10-10-2017                                                             | Hanoi                                                                  | Vietnam                                                                | 5 – 0                                                                  | Cambogia                                                               | Qual. Coppa d'Asia 2019                                                | 1                                                                      |                                                                        |
| 14-11-2017                                                             | Hanoi                                                                  | Vietnam                                                                | 0 – 0                                                                  | Afghanistan                                                            | Qual. Coppa d'Asia 2019                                                | -                                                                      | 61’                                                                    |
| 27-03-2018                                                             | Amman                                                                  | Giordania                                                              | 1 – 1                                                                  | Vietnam                                                                | Qual. Coppa d'Asia 2019                                                | -                                                                      | 74’                                                                    |
| 08-11-2018                                                             | Vientiane                                                              | Laos                                                                   | 0 – 3                                                                  | Vietnam                                                                | ASEAN Football Championship                                            | 1                                                                      |                                                                        |
| 16-11-2018                                                             | Hanoi                                                                  | Vietnam                                                                | 2 – 0                                                                  | Malaysia                                                               | ASEAN Football Championship                                            | 1                                                                      | 74’                                                                    |
| 20-11-2018                                                             | Yangon                                                                 | Birmania                                                               | 0 – 0                                                                  | Vietnam                                                                | ASEAN Football Championship                                            | -                                                                      | 76’                                                                    |
| 24-11-2018                                                             | Hanoi                                                                  | Vietnam                                                                | 3 – 0                                                                  | Cambogia                                                               | ASEAN Football Championship                                            | -                                                                      | 65’                                                                    |
| 02-12-2018                                                             | Bacolod                                                                | Filippine                                                              | 1 – 2                                                                  | Vietnam                                                                | ASEAN Football Championship                                            | -                                                                      | 80’                                                                    |
| 06-12-2018                                                             | Hanoi                                                                  | Vietnam                                                                | 2 – 1                                                                  | Filippine                                                              | ASEAN Football Championship                                            | 1                                                                      | 83’ 85’                                                                |
| 11-12-2018                                                             | Kuala Lumpur                                                           | Malaysia                                                               | 2 – 2                                                                  | Vietnam                                                                | ASEAN Football Championship                                            | -                                                                      | 76’                                                                    |
| 08-01-2019                                                             | Abu Dhabi                                                              | Iraq                                                                   | 3 – 2                                                                  | Vietnam                                                                | Coppa d'Asia 2019 - 1º turno                                           | 1                                                                      | 63’                                                                    |
| 12-01-2019                                                             | Abu Dhabi                                                              | Vietnam                                                                | 0 – 2                                                                  | Iran                                                                   | Coppa d'Asia 2019 - 1º turno                                           | -                                                                      |                                                                        |
| 16-01-2019                                                             | al-'Ayn                                                                | Vietnam                                                                | 2 – 0                                                                  | Yemen                                                                  | Coppa d'Asia 2019 - 1º turno                                           | -                                                                      | 78’ 82’                                                                |
| 20-01-2019                                                             | Dubai                                                                  | Giordania                                                              | 1 – 1 dts (2-4 dtr)                                                    | Vietnam                                                                | Coppa d'Asia 2019 - Ottavi di finale                                   | 1                                                                      | 77’                                                                    |
| 24-01-2019                                                             | Dubai                                                                  | Vietnam                                                                | 0 – 1                                                                  | Giappone                                                               | Coppa d'Asia 2019 - Quarti di finale                                   | -                                                                      |                                                                        |
| 14-11-2019                                                             | Hanoi                                                                  | Vietnam                                                                | 1 – 0                                                                  | Emirati Arabi Uniti                                                    | Qual. Mondiali 2022                                                    | -                                                                      | 58’                                                                    |
| 19-11-2019                                                             | Hanoi                                                                  | Vietnam                                                                | 0 – 0                                                                  | Thailandia                                                             | Qual. Mondiali 2022                                                    | -                                                                      | 72’                                                                    |
| 7-10-2021                                                              | Sharjah                                                                | Cina                                                                   | 3 – 2                                                                  | Vietnam                                                                | Qual. Mondiali 2022                                                    | -                                                                      | 86’                                                                    |
| 27-9-2022                                                              | Ho Chi Minh                                                            | Vietnam                                                                | 3 – 0                                                                  | India                                                                  | Amichevole                                                             | -                                                                      | 46’                                                                    |
| Totale                                                                 |                                                                        | Presenze                                                               | 20                                                                     |                                                                        | Reti                                                                   | 6                                                                      |                                                                        |